# Hamburger Tor

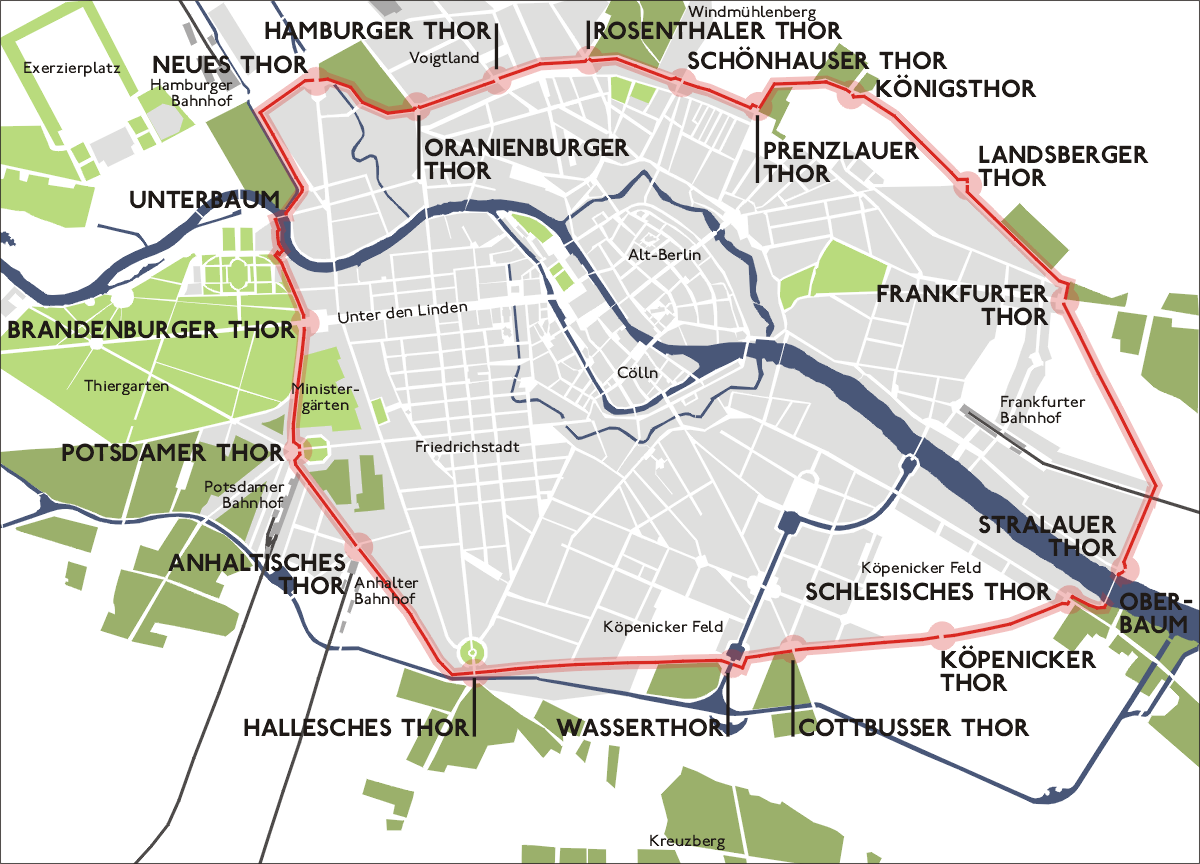
Berlins tullmur omkring 1855.

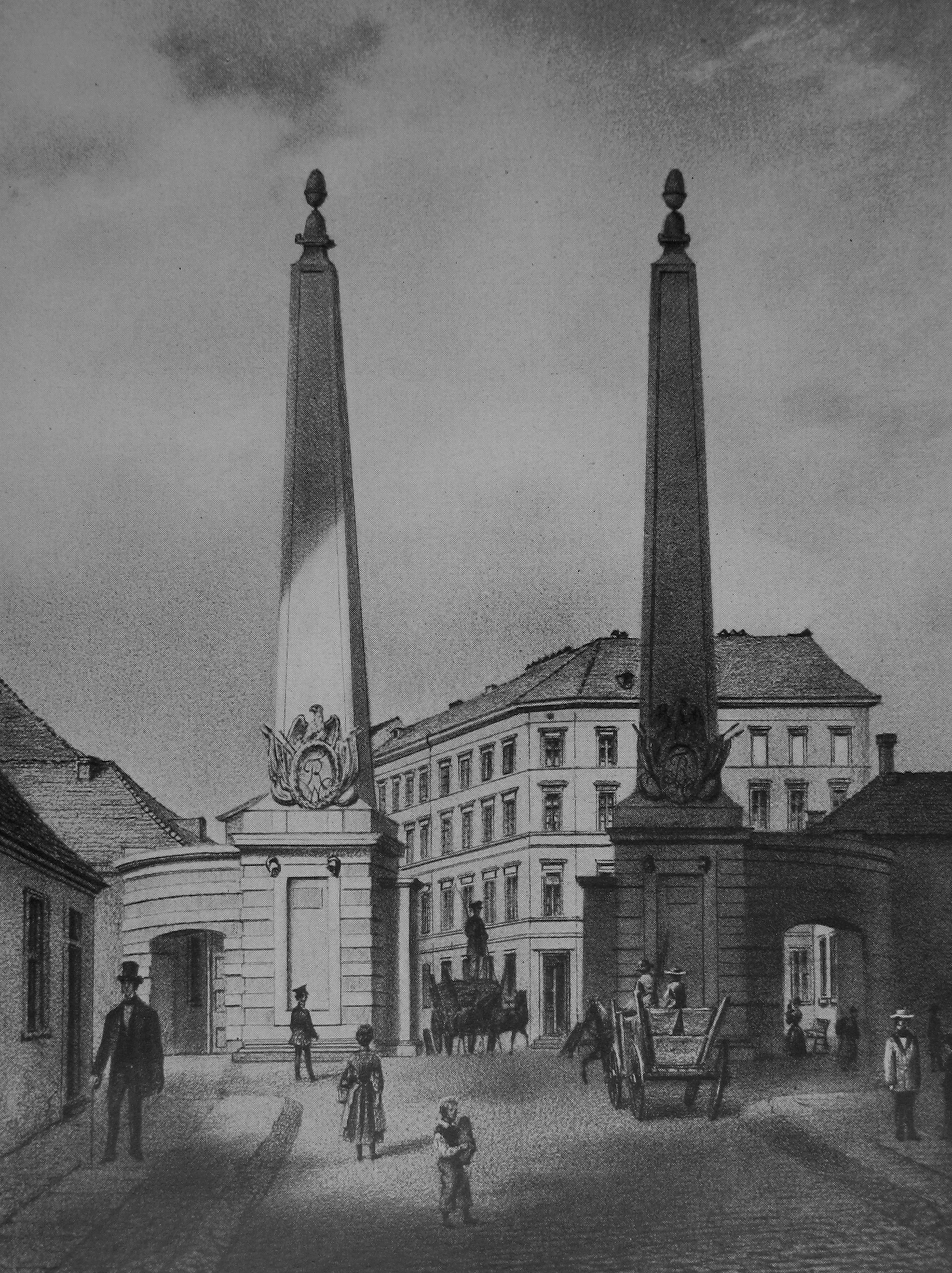
Hamburger Tor omkring 1860.

Hamburger Tor var en av de fyra stadsportar som ledde ut från Spandauer Vorstadt i norra Berlin genom den från 1732 uppförda tullmuren. Porten låg i nordvästra änden av Kleine Hamburger Strasse vid korsningen med Torstrasse.

## Historia
Uppförandet av den nya tullmuren under kung Fredrik Vilhelm I av Preussen innebar en stor utvidgning av staden från Berlins medeltida stadskärna norrut. Samtidigt revs de gamla fästningsvallarna för att bättre binda samman den gamla innerstaden med de nya stadsdelarna och förstäderna utanför vallarna. Tullmuren kom därigenom att på den norra Berlinsidan av Spree omsluta den tätbebyggda förstaden Spandauer Vorstadt. 
Infrastrukturen i Spandauer Vorstadt var orienterad kring de stora utfartsgatorna norrut, från väster till öster: Oranienburger Tor mot Spandau, Hamburger Tor i riktning mot Neuruppin och Hamburg, Rosenthaler Tor mot Rosenthal och Schönhauser Tor mot Pankow. Från mitten av 1700-talet växte den yttre Spandauer Vorstadt upp mellan Hamburger Tor och Oranienburger Tor. Centralt i detta område låg bosättningen Neu-Vogtland där de första tidiga hyreskasernerna i Berlin uppfördes.
Tullmuren var till en början endast en palissad men ersattes på norra sidan av floden från 1787 av en massiv, delvis uträtad stenmur för att bättre avdela området. På 1860-talet började man riva denna mur i takt med att staden växte sig utanför tullmurens gränser, och denna rivningsprocess pågick fram till 1880-talet. Inte ens de arkitektoniskt utsmyckade stadsportarna, inklusive Hamburger Tor, skonades från rivning. Av de tio portarna i det norra avsnittet av tullmuren klarade sig endast Neues Tor.